# Manufacture des tabacs de Riom
La manufacture de tabacs de Riom, appelé localement la manu, est une ancienne manufacture des tabacs française implantée à Riom dans le Puy-de-Dôme. Ses locaux historiques construits à la fin du XIXe siècle au sud de la ville (actuelle place Eugène Rouher), inscrits au titre des monuments historiques en 2004, ont été désaffectés en 1975 au profit de nouveaux locaux en périphérie de la ville. La fermeture de cette usine à cigarettes en 2017 marque la fin de la production de tabac en France.

## Histoire

### Origines
La manufacture est construite dans un contexte d'augmentation de la consommation de tabac en France, lorsque les dix manufactures impériales ne suffisent plus à répondre aux besoins de la population. Dans les années 1860, le conseil municipal de Riom sollicite l'autorisation de cultiver le tabac dans son arrondissement, et souhaite qu'une manufacture soit construite à Riom même. Le ministre Eugène Rouher, natif de Riom, appuie la demande, notamment à l'occasion de la visite de Napoléon III à Riom en 1863. La décision est actée en avril 1868.
Les premiers locaux sont provisoires, anciens abattoirs publics puis ancienne caserne de cavalerie Vercingétorix, actuelle avenue Virlogeux, sont occupés à partir de 1868 et les premières cigarettes sont confectionnées le 1er février 1869. De 16 ouvrières en 1869, la manufacture passe à 140 en 1869, 255 en 1870, 504 en 1875 dont 361 cigarières, 550 en 1876 réparties dans trois ateliers dont un fut endommagé par un incendie en octobre 1872 puis reconstruit. La décision de construire une manufacture dédiée et pensée pour la fabrication de tabac est prise en 1875. L'État autorise cette construction dans un contexte d'augmentation de la consommation après un bref recul lié à la guerre de 1870 et à la perte de deux départements.

### Construction
Le terrain choisi pour la manufacture est situé le long de la voie de chemin de fer, au sud de la gare, sur une emprise d'environ 32 ha. L'aménagement du quartier est réalisé par la municipalité de Riom : rues, éclairage au gaz, égouts… Les plans sont élaborés par un ingénieur en poste à Riom, René Dargnies, et par le service central des Constructions de la direction générale des manufactures de l'État qui a déjà été chargé de la construction de huit ateliers. Les travaux débutent le 30 juillet 1878. Le projet comprend à la fois les ateliers, lieux de stockage et bâtiments de direction. Afin d'accueillir les machines vouées au traitement spécifique du scaferlati et de limiter les risques d'incendie, les bâtiments sont isolés les uns des autres par des passages de plusieurs mètres surmontés de passerelles métalliques. La construction fait notamment appel à la pierre de Volvic.
La construction a eu lieu de 1878 (ou 1877) à 1883.
Lors de la construction des fondations de la manufacture, un paléochenal a été reconnu. Sous la moitié nord du complexe ont été trouvés de multiples vestiges attribués à la période romaine : murs, auge, canalisation en terre cuite, une douzaine de puits, une inhumation double sous tegula, diverses céramiques, terres cuites architecturales et amphores. Une statuette d'Harpocrate aurait également été découverte, ainsi que des monnaies et un potentiel atelier de coroplastie.

### Fonctionnement
La mécanisation entraine l'arrivée de machines de production de cigarettes dès les années 1890. L'agrandissement avec modernisation et électrification décidé en 1907 et réalisé en 1908 permet d'augmenter la production de cigarettes. De 2 200 tonnes en 1906, la production passe à 3 300 tonnes en 1909. L'augmentation de la consommation de cigarettes entraine un second agrandissement en 1936. Dans les années 1960 un réaménagement est réalisé afin d'introduire de nouvelles machines nécessitant davantage de place, tandis que les espaces de cours sont couverts pour du stockage. À son extension maximale, l'usine occupait 40 000 m2. 

### Déménagement à La Varenne
Pour répondre aux besoins d'une manufacture moderne de plain-pied, la manufacture déménage en 1975 en périphérie sud de Riom, dans la zone industrielle de La Varenne. La construction a eu lieu de 1971 à 1975. Sa fermeture en 2017 marque la fin de la production de tabac sur le territoire français. Le site de La Varenne a depuis été repris par l'industriel Bacacier, spécialiste dans les habillages métalliques des bâtiments.

### Réhabilitation en manufacture Hermès
La manufacture de la fin du XIXe siècle a été inscrite au titre des monuments historiques en 2004. Longtemps délaissée, des locaux commerciaux et des bureaux y ont été installés dans la seconde moitié des années 2000 à la suite du rachat du site par Riom-Communauté qui a également détruit une partie des bâtiments situés au nord de la manufacture pour y aménager une place.
À partir de septembre 2020 date d'acquisition, puis de septembre 2022 date de la première pierre symbolique, deux des bâtiments de la manufacture sont réaménagés par le groupe Hermès pour établir un de ses ateliers de maroquinerie, qui doit à terme accueillir 280 salariés, ainsi qu'un centre de formation de maroquinerie qui doit lui accueillir 1 600 élèves, pour un montant global de 25 millions d'euros,. L'atelier de maroquinerie est inauguré en septembre 2024. 